# Mikołaj Janusz
Mikołaj Andrzej Janusz, pseud. Jaok (ur. 20 lipca 1982 w Warszawie) – polski dziennikarz radiowy i telewizyjny, felietonista, performer oraz osobowość internetowa. Współtwórca i reporter grupy performersko-reporterskiej Pyta.pl założonego w 2005, założyciel i lider zespołu muzycznego Pytong (oryg. Krwiokał).
Początkowo przygotowywał również sondy uliczne dla Tele5, w latach 2012–2013 prowadził cotygodniowy program PTOK w radiu TOK FM, potem współpracował z rbl.tv, a w latach 2014–2015 był prowadzącym cotygodniowy program Pyta nie na śniadanie w Rock Radiu. Równolegle dla tej samej stacji radiowej w latach 2014–2015 przygotowywał prowokacje telefoniczne do codziennego programu Książę i żebrak. Potem przez kilka miesięcy współprowadził poranny program Dobry, zły i brzydki w Antyradiu. W latach 2016–2018 na antenie Superstacji prowadził na żywo program satyryczno-publicystyczny Pytowy Janusz. W latach 2018–2019 współprowadzący i reporter emitowanego na antenie TVP Info programu satyryczno-publicystycznego W tyle wizji. W latach 2021–2022 prowadził na antenie Telewizji Republika program rozrywkowy Republika pyta. Od 4 maja 2025 kanał wPolsce24 emituje jego program Pyta w Polsce.

## Życiorys

### Wczesne lata
W 2004 ukończył studia na kierunku administracja publiczna w Prywatnej Wyższej Szkole Biznesu i Administracji w Warszawie. Zanim zyskał pierwszy rozgłos w mediach, pracował w rodzinnej firmie budującej stoiska targowe.

### Kariera

#### Początki
W 1994 zadebiutował przed kamerą, pracując w programie Szkoleś emitowanym na stacji WOT.

#### 2005–2014: Grupa twórcza Pyta.pl
W 2005 wraz z Piotrem „Kozą” Kozerskim utworzył wideoblog Pyta.pl, polegający na prowadzeniu relacji z wydarzeń publicznych, mających najczęściej charakter polityczny i zadawaniu kontrowersyjnych pytań ich uczestnikom. Rok później wraz z zespołem zaczął publikować odcinki programu na nowo powstałym kanale w serwisie YouTube. Ze względu na to, że najczęściej to on prowadził relacje, występując przed kamerą, wideoblog od samego początku jest kojarzony w głównej mierze z Jaokiem. Rozgłos Pyta.pl zyskała we wrześniu 2006, kiedy na jednym z wieców przeciw Romanowi Giertychowi publicystka Kazimiera Szczuka uderzyła Kozerskiego. Innymi popularniejszymi nagraniami były m.in. Pyta i IV Kongres Kobiet (reporterzy zadawali prowokacyjne i seksistowskie pytania uczestniczkom) czy Sztuczna rumuńska pyta (autorzy nagrywali przechodniów zostawiających pieniądze szmacianej kukle romskiej żebraczki).
W latach 2009–2010 Mikołaj Janusz, wraz z grupą twórczą Pyta.pl, przygotowywał także sondy uliczne w ramach cyklu nagrań Witam Pytam dla Tele5, w latach 2012–2013 prowadził cotygodniowy program PTOK w radiu TOK FM, potem współpracował z rbl.tv. W 2013 nagrywał z zespołem filmiki komentujące bieżące wydarzenia w ramach programu rozrywkowego Dzięki Bogu już weekend w TVP2.
W 2013 założył zespół Krwiokał, określany jako „kapela reprezentacyjna grupy Pyta.pl” i występujący m.in. na Festiwalu Twórczości Żenującej „Zacieralia”. Przyjął w nim rolę wokalisty, grając również na gitarze rytmicznej.

#### 2014–2015: Prowokacje telefoniczne dla audycjiKsiążę i żebrak
W latach 2014–2015 przygotowywał prowokacje telefoniczne do codziennego programu Książę i żebrak w Rock Radiu, który prowadzili: Kuba Wojewódzki, Mikołaj Lizut i Piotr Kędzierski. W pierwszym z głośniejszych nagrań udawał pedofila Mariusza Trynkiewicza, wprowadzając w błąd redakcję „Super Expressu”, która zaproponowała mu wydanie pamiętników. W kłopotliwej sytuacji znalazł się również Jerzy Zelnik. Podającemu się fałszywie Jaokowi za działacza PiS rozmówca miał wymienić nazwiska osób, które sprzeciwiają się partii i prezydentowi Andrzejowi Dudzie, a także przyznać się do współpracy ze Służbą Bezpieczeństwa. Całą sytuację skrytykowała m.in. „Gazeta Wyborcza”, powołując się na podeszły wiek Zelnika, który „nie słyszy dokładnie, co «Jaok» Janusz do niego bełkocze”. Z kolei sam aktor przekonywał, że publikacja w radiu została zmanipulowana. Rock Radio oznajmiło, że rozmowa została wyemitowana bez montażu zmieniającego jego wymowę, natomiast Stowarzyszenie Dziennikarzy Polskich skrytykowało autorów audycji m.in. za próbę skłócenia Zelnika ze środowiskiem aktorskim i wpłynięcia na wyniki wyborów parlamentarnych.
Mikołaj Janusz zwiódł także Krystynę Pawłowicz, proponując posłom szkolenie wojskowe. Parlamentarzystka przygotowała listę polityków i państwowych urzędników, którzy wraz z nią byli gotowi poddać się kursowi. Sprawę omawiano na komisji sejmowej, odniósł się do niej również marszałek Sejmu Radosław Sikorski. Z kolei najczęstszą ofiarą dowcipów był Stefan Niesiołowski.
Równolegle w Rock Radiu w latach 2014–2015 Jaok z grupą twórczą Pyty był prowadzącym cotygodniową audycję Pyta nie na śniadanie, która zdaniem serwisu NaTemat.pl „ściągała miłośników dość ekstremalnego poczucia humoru, jak i ostrej muzyki”. Również w 2014 r. z Pytą wyprodukował pełnometrażowy film Komisarz Puk i Brojlery Nieuprzejmości. Przy produkcji był reżyserem i scenarzystą.

#### Od 2016: Rozpad zespołu Pyty,Pytowy Janusz

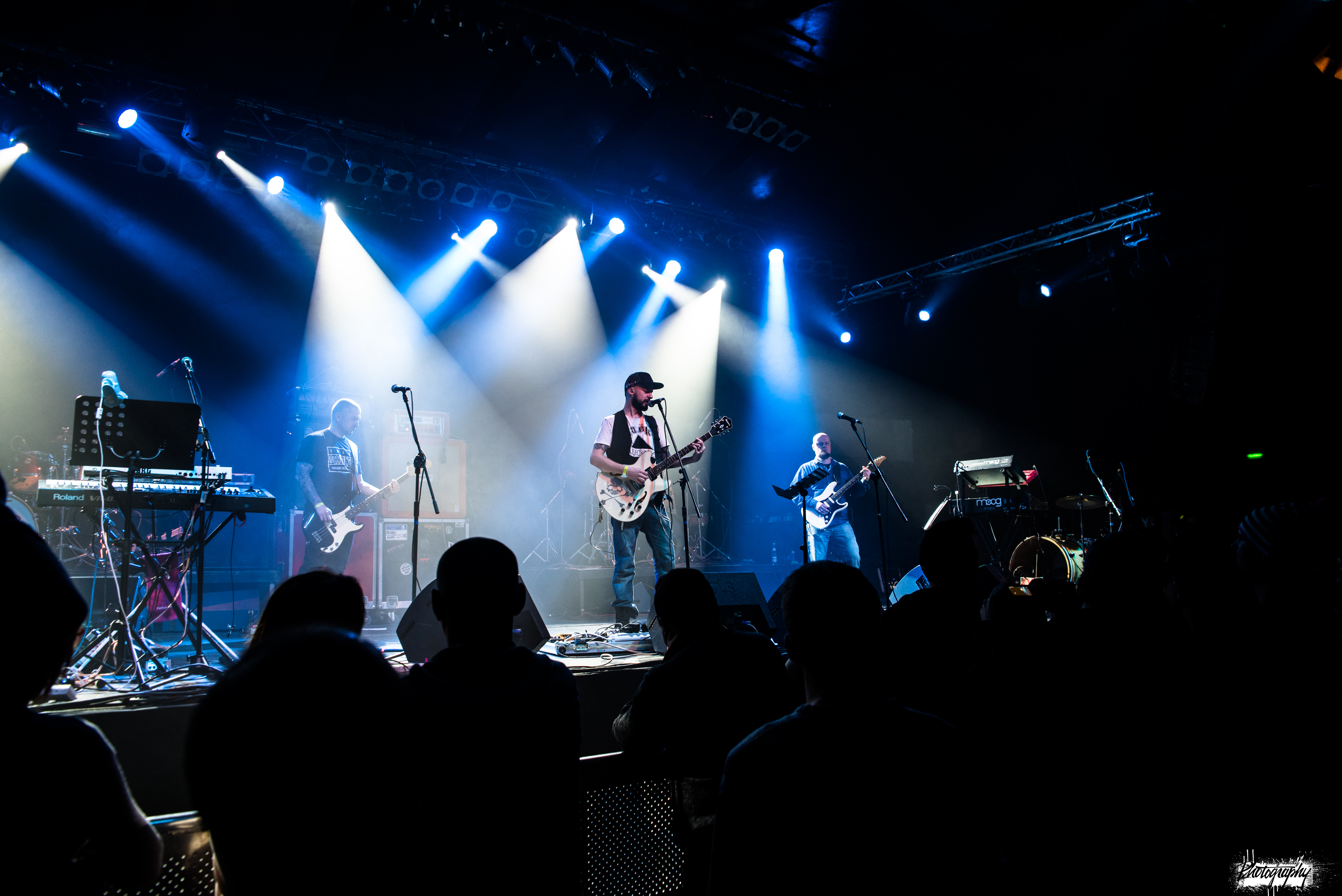
Mikołaj „Jaok” Janusz podczas Festiwalu Twórczości Żenującej „Zacieralia” 2017

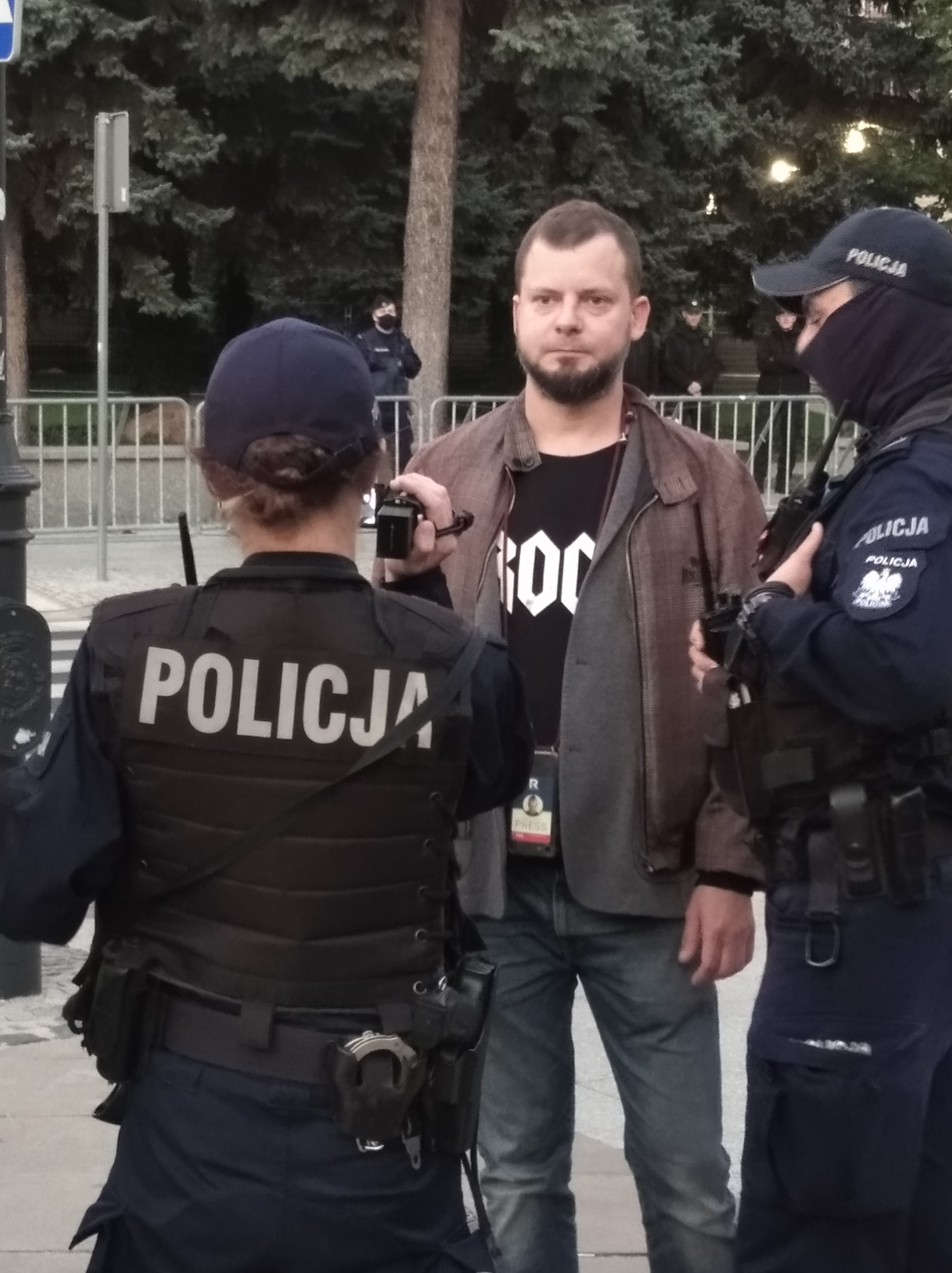
Mikołaj Janusz w 2021.

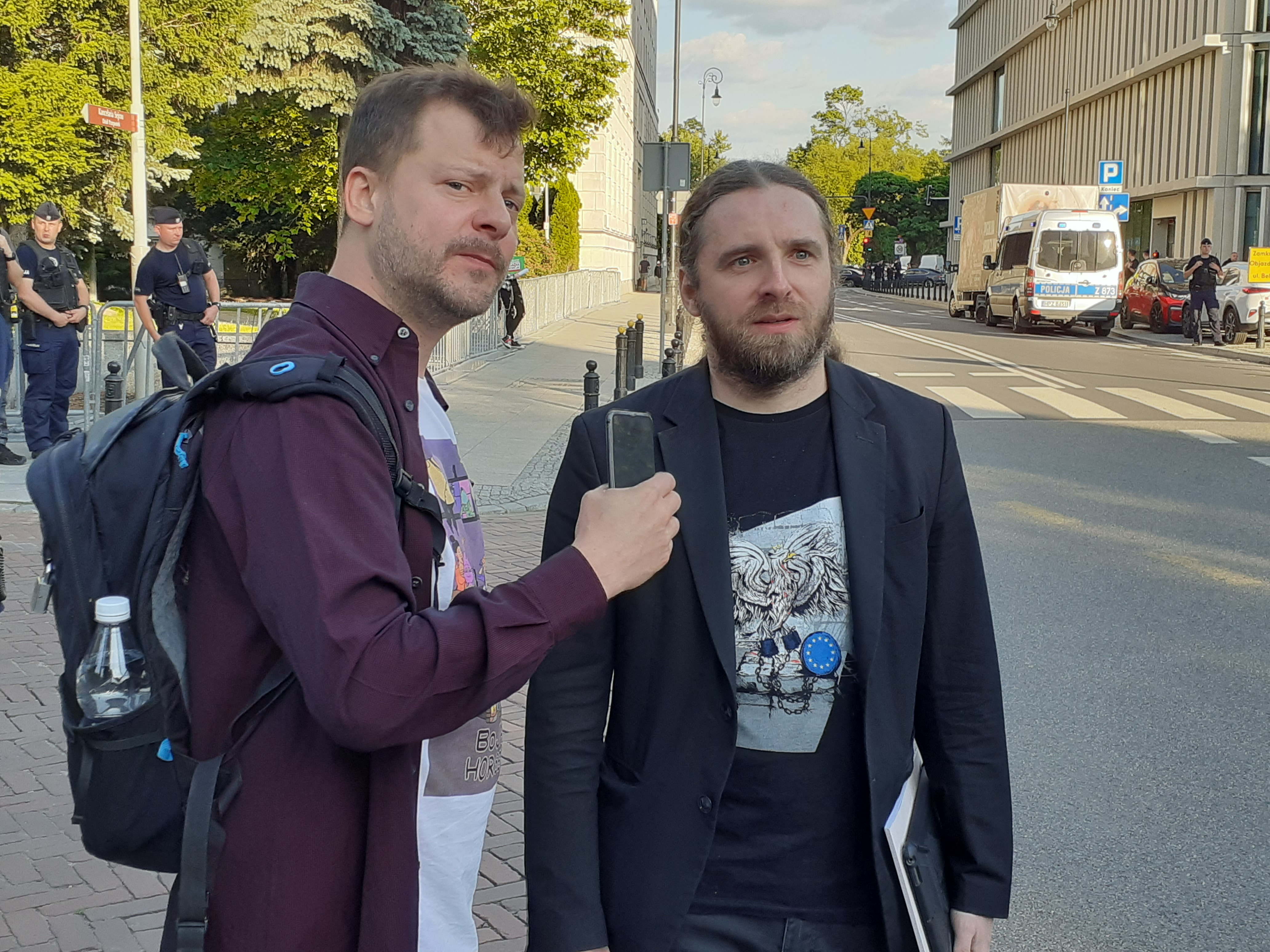
Jaok w trakcie wywiadu z Dobromirem Sośnierzem przed Sejmem (2022).

W marcu i kwietniu 2016, wspólnie z Mariuszem Smolarkiem (redaktorem naczelnym) i Michałem Migałą, prowadził poranny program Dobry, zły i brzydki w Antyradiu. Pod koniec kwietnia rozwiązano współpracę. Według relacji Janusza jednym z przekazanych mu powodów rozwiązania umowy o pracę było niewykonywanie poleceń redaktora naczelnego. W czasie trwania audycji miał prosić go o pisanie na kartce kwestii, które powinny w danej chwili paść na antenie. Odczytywać je miał później Smolarek.
W połowie 2016 doszło do konfliktu pomiędzy Jaokiem a pozostałymi twórcami Pyta.pl, Piotrem „Kozą” Kozerskim i Grzegorzem Zacharjasiewiczem. Obie strony swoje stanowisko przedstawiały publicznie za pośrednictwem Facebooka i YouTube’a. Janusz skrytykował niektóre produkcje, m.in. za obrażanie rozmówców i poniżanie osób uzależnionych od alkoholu, z kolei jego oponenci zarzucili mu nieprawidłowości przy dzieleniu pieniędzy z reklam. 2 lipca 2016 Janusz poinformował o rozstaniu się z grupą Pyty. Dzień później zdecydował się kontynuować formułę programu, zakładając nowy kanał na YouTube pod nazwą: Pyta.pl (wcześniejszy był pod nazwą: Pytadotpl, gdyż wtedy nazwy z kropką były niedozwolone). Uzupełnił go odcinkami, do których posiadał prawa autorskie.
W dniach 8–9 lipca prowadził „Festiwal Naturalnie Mazury Music & More Węgorzewo 2016”. Od 4 sierpnia prowadził autorski program telewizyjny z gatunku talk-show Pytowy Janusz na antenie Superstacji. Jako tytułowy prowadzący wraz z gościem komentował bieżące wydarzenia, które są subiektywnie ważne, jednak często przemilczane przez media głównego nurtu w Polsce. Przedstawiał również własne materiały, stanowiące komentarz do omawianych zdarzeń, prezentując inny punkt widzenia na informacje, którymi żyją Polacy. Pierwszym gościem Mikołaja Janusza był Piotr Gadzinowski, a drugim – Janusz Korwin-Mikke, któremu prowadzący zaprezentował zdjęcia z wizerunkiem kilku pań z jego partii, prosząc o podanie ich personaliów (quiz na pamięć). W programie wystąpili również m.in. Michał Wiśniewski, Jerzy Urban, Miriam Shaded czy Robert Burneika. Po wyemitowaniu 150 odcinków Mikołaj Janusz zakończył współpracę z Superstacją.
26 października wydał książkę pt. Pyta.pl polowanie na frajerów, ukazującą się nakładem Wydawnictwa Czerwone i Czarne. Opisał w niej m.in. kulisy przygotowywania telefonicznych prowokacji. Na potrzeby wydania książki zawiesił współpracę z czasopismem „CKM”, dla którego przeprowadzał wywiady z osobami związanymi z polityką, ale i z muzyką (Paweł Kukiz, Titus).
W 2016 zajmował się również produkcją i pisał scenariusze do programu Teleranek na antenie TVP ABC. W 2017 wyreżyserował dla zespołu Nocny Kochanek teledysk „Zdrajcy metalu”, który został nominowany do nagrody Misie w kategorii „Rozbawiło”. W tym samym roku na potrzeby wideobloga Pyta.pl uruchomił portal: pyta.tv. Od 14 marca do 18 lipca 2017 prowadził również program U Jaoka w portalu Interia.pl; jego pierwszym gościem był Tomasz Knapik, a ostatnim Piotr Cyrwus. 
Od 4 grudnia 2018 był reporterem i współprowadzącym program „W tyle wizji” na antenie TVP Info. Sam dziennikarz  7 maja 2019 po opublikowaniu w internecie tychże nagrań złożył swoją legitymację prasową, kończąc współpracę z Telewizją Polską.
Po odejściu z TVP dalej tworzy portal i wideobloga pyta.pl. Jest także dziennikarzem portalu internetowego Życie Stolicy.

#### 2021: Zawieszenie działalności Pyta.pl, Republika Pyta

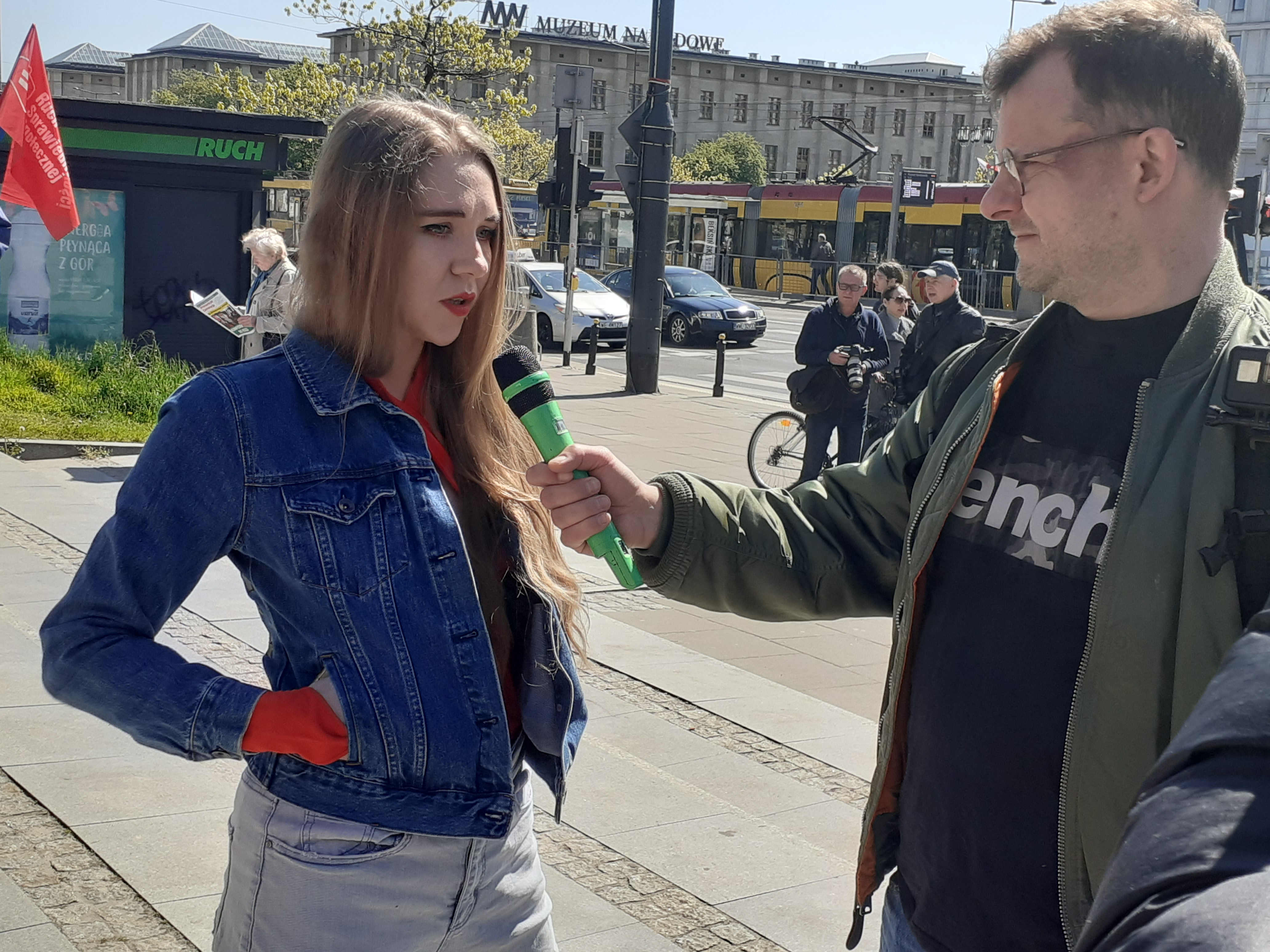
Mikołaj Janusz w trakcie wywiadu z Mają Staśko w 2023.

19 stycznia 2021 roku, o godzinie 15:41 Mikołaj "Jaok" Janusz za pośrednictwem kanału "Pyta.pl" w serwisie YouTube powiadomił internautów o tymczasowym zawieszeniu działalności wideobloga. Przyczyną owej decyzji jak mówi sam autor jest cenzura narzucana przez YT (w tym niemożliwość publikowania materiałów). Cenzura wiązała się także z odebraniem ekipie Pyta.pl możliwości zarobku. Jak wspomina sam Jaok praca dziennikarza wiązała się z dużą ilością pracy oraz z niebezpieczeństwami takimi jak pozwy sądowe czy też odniesienie obrażeń fizycznych. Sam autor filmu zaznaczył, że nie jest to definitywny koniec Pyta.pl, a przerwa w jej działalności. Następnie autor szukał zamiennika serwisu YouTube gdzie publikacja materiałów nie będzie ograniczana. 
Od marca 2021 Pyta.pl jest nadawana jako Republika Pyta na antenie Telewizji Republika, pierwszy odcinek nadano 13 marca 2021 o 20:30. Odcinki programu są także udostępniane na YT.

## Odbiór
W 2007 tygodnik Wprost wymienił Jaoka wraz z zespołem Pyta.pl na liście pięciu potencjalnych gwiazd polskiego Internetu. Radio Medium Publiczne oceniło jego program jako „kawał historii polskiego internetu, a nawet dziennikarstwa”. W 2012 r. portal Gazeta.pl określiła Janusza wraz z Piotrem „Kozą” Kozerskim i Rafałem Gradem najlepszymi prowokatorami w Polsce, którzy „na co dzień lubią doprowadzać do szewskiej pasji zarówno tych, którzy bronią TV Trwam, jak i tych, którzy walczą o prawo gejów do adopcji”, a miesięcznik CKM opisał ich jako autorów „kultowego internetowego serwisu wideo”.
W 2017 portal Interia.pl scharakteryzował Jaoka jako dziennikarza, który „znany jest z tego, że nie unika trudnych pytań i kontrowersyjnych tematów”.

## Nagrody i wyróżnienia
- Nagroda „Niegrzeczni 2015” dla audycji Książę i żebrak[49]
- Osobowość radiowa w plebiscycie „Niegrzeczni 2016”[50]